# NWave Pictures
nWave Pictures è uno studio di animazione con sede a Bruxelles, in Belgio, con un ufficio a Burbank, in California.	
nWave Studios è stata fondata nel 1994 da Ben Stassen e D&D Entertainment Group.
Nel settembre 2018, il gruppo di produzione MHM di Matthieu Zeller ha acquisito una quota di maggioranza in nWave Studios.

## Filmografia
- Fly Me to the Moon, regia di Ben Stassen (2008)
- Le avventure di Sammy (Sammy's avonturen: de geheime doorgang), regia di Ben Stassen (2010)
- Sammy 2 - La grande fuga (Sammy's avonturen 2), regia di Vincent Kesteloot, Ben Stassen (2012)
- Il castello magico (The House of Magic), regia di Jeremy Degruson e Ben Stassen (2013)
- Robinson Crusoe, regia di Vincent Kesteloot, Ben Stassen (2016)
- Bigfoot Junior, regia di Ben Stassen e Jeremy Degruson (2017)
- Rex - Un cucciolo a palazzo (The Queen's Corgi), regia di Ben Stassen (2019)
- Bigfoot Family, regia di Ben Stassen e Jeremy Degruson (2020)
- Chickenhare and the Hamster of Darkness (2022)
- The Inseparables (2023)
- Chickenhare and the Very Very (Very) Old Groundhog (2025)[1][2]
- Yugly[3]